# آلاسکا (ویسکانسین)
آلاسکا (به انگلیسی: Alaska) یک منطقهٔ مسکونی در ایالات متحده آمریکا است که در پیرس واقع شده است. آلاسکا ۲۲۰٫۰۷ متر بالاتر از سطح دریا قرار دارد.